# سیاست داخلی حسن روحانی
دیدگاه‌های حسن روحانی در خصوص سیاست داخلی؛ تأکید بر فراجناحی بودن و شایسته‌سالار محوری کابینه، عدم تعهد دولت به احزاب و جناح‌های مختلف و وام‌دار نبودن به آنها، تثبیت جامعه به سمت رسانه‌های داخلی و خوش‌آمدگویی به تکثر و تنوع دیدگاه‌ها، دوری گزیدن از هر گونه خودسری؛ افراط و تفریط، برابری همه مردم در اجرای قانون و دادن فرصت‌ها، حرکت دولت آینده در چارچوب رای اکثریت، پاسداری حقوق همهٔ افراد ملت، اعتدال و قانون‌محوری در امور و جلوگیری از توهین‌ها و تخریب‌ها می‌باشد. حسن روحانی همچنین بر این باور است که صندوق رای و انتخابات به معنای جمهوریت، اسلامیت و به معنای مشروعیت سیاسی، قانونی و مقبولیت است که البته این جایگاه و رای مردم و ولایت مردم در طول ولایت الهی و ولایت‌الله قرار دارد.وی همچنین وعده داده است تا انجمن صنفی روزنامه‌نگاران را فعال نماید.
حسن روحانی در پیش از انتخابات ریاست جمهوری وعده داده بود که مایل است دولت تدبیر و امید یادآورنده دولت سازندگی و اصلاحات باشد.
حسن روحانی گفته است «ما از افراط‌گری و خودسری به دور هستیم، اعتدال‌گرایان و اصلاح‌طلبان اهل شک و تردید در قدرت کنونی ایران نیستند و نسبت به حقانیت انقلاب، توانمندی مردم، صلابت رهبری و صحت خط امام تردید ندارند اما نسبت به مدیرانی که یک شبه می‌خواهند ره یک ساله بپیمایند تردید دارند.»
حسن روحانی می‌گوید مردم در فکر آن هستند که کشور به مسیر عقلانیت، خردورزی و میانه‌روی بازگردد. روحانی معتقد است به بداخلاقی‌های سیاسی باید پایان داد.
حسن روحانی دربارهٔ دولت تدبیر و امید می‌گوید «رهنمودهای رهبری، مشورت‌های هاشمی و سید محمد خاتمی سرمایه دولت خواهد بود.»
وی در نخستین نشست خبری خود گفت: دوران توهین‌ها و تخریب‌ها را باید برای همیشه از یاد ببریم.
روحانی می‌گوید افتخار ما این است که خادم مردم و اسلام باشیم و هیچ هدف و داعیه دیگری نداریم و اگر هر کس در دولت هدفی غیر از این داشته باشد باید او را هدایت کرد.
حسن روحانی برای تشکیل کابینه دولت تدبیر و امید، چهار کارگروه اقتصادی، سیاست خارجی، سیاست داخلی و مسائل فرهنگی و اجتماعی را تشکیل داده است که زیر نظر این چهار کمیته؛ ۲۰ کارگروه مشغول به کار هستند، از ۵۰۰ نفر از صاحبنظران و شخصیت‌های فرهیخته، دانشگاهی با سابقه کار اجرایی یا قانون‌گذاری و بسیاری از تشکل‌های مردمی نیز استفاده کرده است.
حسن روحانی ارائه گزارش‌های واقعی به مردم را از وعده‌های خود در دولت یازدهم عنوان کرده و گفته است این دولت، دولت پاسخگو خواهد بود و گزارش‌هایش بر مبنای تبلیغات نیست بلکه بر مبنای تشریح واقعیت‌ها از تلخ و شیرین است.

## دانشگاه و احزاب
حسن روحانی معتقد است دانشجویان باید بار فقدان احزاب فعال را بکشند و همچنین دانشگاه‌ها بهتر است به شکلی فعال عمل کنند. وی در اواخر سال ۱۳۹۱ از شکسته شدن فضای کنونی دانشگاه‌ها و فعال‌تر شدن در حوزه سیاسی و همچنین افراطی‌گرایی برخی جریانات دانشجویی انتقاد کرده بود. وی معتقد است که همواره جریان‌های افراطی در دانشگاه‌ها وجود داشته است و گاهی احساسات بر عقل و تدبیر پیروز می‌شده است و مشکلات را عملاً دو چندان می‌کرده است. وی می‌گوید بایستی شرایطی را فراهم کنیم تا قانون‌گرایی در جامعه حکمفرما شود. این کار نیز با تدبیر و مدیریت میسر است. حالا شرایط ایران عادی نیست، بلکه شرایط فوق‌العاده است؛ و لذا بهتر است، جدا از اندیشه‌های صرف اصلاح‌طلبانه و یا اصولگرایانه، بیشتر به فکر زدودن مشکلات ملت باشیم.
روحانی بر این باور است که پایداری حاکمیت صرفاً در پیوند با مردم تحقق می‌یابد، وی می‌گوید احزاب سیاسی به عنوان مبانی حاکمیت و مردم در چارچوب قانون توسعه یابند، فضای جامعه نباید به گونه‌ای باشد که انتقادات دانشجویان و انتظارات معمول آنها تخطئه شود. همه مردم باید از حقوق اساسی بصورت برابر برخوردار باشند و هر دولتی باید حقوق ملت را در اولویت برنامه‌های خود قرار دهد. انتخابات وجه مردم سالارانه جمهوری اسلامی ایران و ترجمان اراده ملت است. آزادی قلم حافظ حقوق انسانها است و برای حفظ حقوق انسان‌ها باید مطبوعات را در چارچوب قانون گسترش داد.
حسن روحانی می‌گوید در دولت تدبیر و امید جوانان ما در دانشگاه‌ها از فضای آزادتری برخوردار هستند.
وی می‌گوید دولت تدبیر و امید به معنای دولت صلح، آشتی و اخلاق خواهد بود و در این دولت فاصله‌ها و شکاف‌ها در بین جناح‌ها کم خواهد شد و به سمت انسجام ملی حرکت خواهیم کرد.
حسن روحانی در دومین نشست خبری خود گفت «فضای دانشگاه باید فضایی بازتر، با احساس امنیت بیشتر و با آزادی بیشتر برای اظهارنظر باشد. در دانشگاه باید فضایی با نشاط توأم با فضای علمی و فرهنگی پررنگ‌تر و در کنار آن فضای سیاسی مورد لزوم جامعه و کشور وجود داشته باشد. در این چارچوب با بخش فرهنگی دولت، منظورم کاندیداهایی است که در این بخش معرفی شده‌اند، صحبت شده با فردی که به عنوان وزیر آینده علوم در نظر گرفته شده، به صورت مفصل صحبت شده و امیدوارم با کمک همگان و همه فعالان دانشجویی ما بتوانیم در دانشگاه فضای بهتری برای تضارب آرا و گفتگو، بحث و بررسی و انتقاد سازنده ایجاد کنیم.»
حسن روحانی معتقد است حزب و جناحی در کشور ما وجود ندارد، بلکه همه اینها الفاظ هستند. من از اول نهضت اسلامی یعنی از مهر ۱۳۴۱ از زمانی که ۱۳، ۱۴ سال داشتم در سیاست حضور داشتم و در این عرصه فعال بودم و تمام جریانات کشور را خوب می‌شناسم. متأسفانه ما در کشور حزب نداریم، جناح به معنی واقعی کلمه متأسفانه نداریم و بحث‌هایی که مطرح است بحث‌های قبیله‌ای است. ممکن است دسته دسته گروه‌هایی جایی جمع شده باشند ولی کرکره پایین است و موقع انتخابات این کرکره‌ها بالا می‌رود، چراغ روشن می‌شود، فعالیت‌هایی انجام می‌شود و بعد از انتخابات دوباره این کرکره‌ها پایین می‌آید. ما تحزب به معنای واقعی در کشور نداریم؛ البته در ابتدای انقلاب، حزب جمهوری اسلامی حرکتی را آغاز کرد ولی به دلایلی پایدار نماند. وی با تأکید بر اینکه «این دولت یک دولت فراجناحی است»، گفت: من مانعی نمی‌بینم که وزیری در کنار من بگوید من اصولگرا یا اصلاح‌طلب هستم، چراکه بیشتر این مسائل را الفاظ می‌دانم. در این راستا، اصولگرایی خیلی مهم نیست، بلکه وصول‌گرایی مهم است. ما همه آرمان‌هایی داریم و دستیابی به این اصول و آرمان مهم است. همه ما اصول مربوط به انقلاب و نظام را قبول داریم و به نظر من آنچه که در این زمینه مطرح می‌شود الفاظ است و برای من مهم نیست که همکاران من، سوابق آنها از لحاظ تشکیلاتی و وابستگی جناحی چگونه باشد، آنچه که مهم است تعهد به نظام، مردم، تخصص، دست‌پاکی، فداکاری، ایثارگری و داشتن برنامه است. مهم نیست که سوابق گذشته آن فرد چه می‌گوید. به نظر این دولت مهم معتدل بودن و میانه‌رو بودن است. من افراط و افراط‌گرایی را از آغاز فعالیت‌های سیاسی‌ام نمی‌پسندیم و مخالف آن بودم، افراط‌گرایی برای کشور، منافع ملی و برای امت اسلامی و امنیت جهانی مضر می‌دانم.

## قانون اساسی
حسن روحانی در وب‌گاه خود اظهار داشته است که اگر دیدید حقی اختصاصی برای کسی یا گروهی در نظر گرفته شده است و برای دیگری نیست، مشخص است که به قانون اساسی عمل نمی‌شود و اساساً یکی از مسئولیت‌های رئیس‌جمهور اجرای قانون اساسی و به ویژه تحقق حقوق مردم است. وی بر این اندیشه است که بقا و قدرت ملی و حاکمیت ملی در سایه اجرای دقیق همه اصول قانون اساسی به‌ویژه فصل سوم که حقوق ملت را مشخص می‌کند، خواهد بود. اگر یکی از این اصول زیر پا گذاشته شود بدانید قادر نیستیم به مقاصد مدنظرمان در چارچوب انقلاب اسلامی دست یابیم.

## حوادث سال ۱۳۸۸
روحانی می‌گوید اداره کشور با یک جناح امکان‌پذیر نیست و کسانی که در مسیر تندروی بودند عملاً به کشور خدمت نکردند، بنده با استفاده از توانمندی افراد مختلف موافقم و دولت من فراجناحی خواهد بود اما با افراط گراها میانه خوبی ندارم چراکه اگر افراط نبود شاهد اردوکشی‌های خیابانی در سال ۱۳۸۸ نبودیم و نیازی به ورود قوه قضاییه نبود.

## امنیت و آزادی
حسن روحانی در سومین روز مناظره‌های انتخابات ریاست‌جمهوری ایران در صدا و سیما در مورد سیاست داخلی گفته بود که اساس سیاست داخلی دولت تدبیر و امید بر مبنای تأمین امنیت و ایجاد آرامش برای همه ملت ایران در تمام ابعاد زندگی‌شان خواهد بود مشق‌های اقتصادی، فرهنگی، شغلی حریم خصوصی و سایر ابعاد زندگی‌شان به گونه‌ای باشد که مردم در همه ایام شبانه‌روز در مکان‌های گوناگون احساس امنیت و آرامش در ابعاد مختلف زندگی‌شان داشته باشند. مسئله دوم آزادی است که در همه ابعاد زندگی آزادی مسئولانه را احساس کنند جایی که نظرشان را اعلام کنند یا اینکه در انتخابات با آزادی تمام حضور پیدا کنند. روحانی می‌گوید تذکر دادن خیلی بهتر است زندانی کردن است برای یک شعار کسی را زندانی نمی‌کنند برای چیزهای جزئی برای جوانان نباید پرونده درست کرد.

## رسانه و مطبوعات
حسن روحانی می‌گوید خواسته دولت این است که رسانه‌ها یک طرفه عمل نکنند و از آنجا که احزاب ما به آن صورت فعایت ندارند، قسمتی از فعالیت احزاب بر عهده رسانه‌ها می‌باشد. در این میان این رسانه‌ها هستند که با کار خود ناظر پی در پی بر حکومت و به خصوص دولت هستند. وی بر این باور است نقد دلسوزانه رسانه‌ها می‌تواند به نظام و دولت یاری برساند. وی وعده داده است که ارتباط خوبی مابین رسانه‌ها و دولت در دولت تدبیر و امید برقرار خواهد شد و ارتباط دولت با رسانه‌ها دو طرفه خواهد بود.
حسن روحانی در تاریخ ۶ تیر ۱۳۹۲ در سی و دومین همایش افق رسانه ملی در مرکز همایش‌های بین‌المللی صدا و سیما بر باز و ترویج کردن بحث اعتدال و استفاده از همه کارشناسان در این گفتمان توسط صدا و سیما، بازآفرینی و تحکیم و تثبیت جامعه به سمت رسانه‌های داخلی و خوش‌آمدگویی به تکثر و تنوع دیدگاه‌ها به وسیله صدا وسیما و اهمیت آزادی رسانه‌ها تأکید کرد.
حسن روحانی می‌گوید در دولت تدبیر و امید بنای ما بر این است که ارتباط رسانه‌ها و دولت ارتباطی دوطرفه باشد یعنی رسانه‌ها برای جلد بردن مقاصد مدنظر ملت، دولت و نظام به دولت یاری رسانند. رسانه‌ها در خلال انتخابات زمینه را برای انتخاباتی لایق و متناسب با شان مردم فراهم کردند و پس از انتخابات نیز رسالت خود را ایفا می‌کنند. رسانه‌ها باید دیدگاه‌ها و انتظارات مردم را به دولت منعکس کنند. انتظار دولت این نیست که رسانه یک جانبه رفتار کند بلکه رسانه بایستی آنچه را که خواسته ملت است بیان کند و البته در وضعیت کنونی که اهداف ما آنچنان فعال نیستند بخشی از بار احزاب بر دوش رسانه هاست. مردم انتظارات بر حق و نظرات قابل ملاحظه‌ای دارند که انعکاس انتظارات و مشکلات مردم و همچنین نقد دلسوزانه از وظایف رسانه می‌باشد. در واقع رسانه‌ها نوعی کنترل پیوسته بر کار حکومت و دستگاه‌های اجرایی دارند و این نقد برای دولت و کشور به حتم سودمند خواهد بود و در تحقق مقاصد عالی مطلوب نظام و ملت و همچنین دستیابی مطالبات مطرح شده در انتخابات کمک خواهد کرد. ارتباط مناسبی میان دولت و رسانه‌ها در دولت یازدهم خواهد بود البته ارتباط ما دوسویه خواهد بود.
حسن روحانی همچنین گفته است «کاش اجازه داده می‌شد وقتی در رسانه‌ها و حتی در صدا و سیما به کسی توهین می‌شد اجازه پاسخگویی داده شود.»

## سند چشم‌انداز و اصل ۴۴ قانون اساسی
« همه ما دو عنوان داریم؛ یکی عنوان شخصی است که مربوط به خودمان است، اما عنوان دیگرمان عنوان حقوقی است که به ما تعلق ندارد و ما مالک آن عنوان نیستیم، ما امانتدار آن عنوان هستیم. عنوان ریاست‌جمهوری یا وزیر خارجه یا نماینده مجلس بودن یا هر عنوان حقوقی دیگر عنوانی است که مردم به ما سپرده‌اند، حال با آرای مستقیم و یا غیرمستقیم خود و این امانت نزد ماست و ما مالک آن عناوین نیستیم. اگر فردی با عنوان حقوقی‌اش صحبت می‌کند، یادش باشد که او یک امانتدار بیش نیست و در امانت باید به گونه‌ای عمل کنیم که صاحب امانت ضرر نکند و در چارچوب حق و اجازه‌هایی که داریم نسبت به آن امانت عمل کنیم، ولی متأسفانه گاهی این‌چنین نشده است و نسبت به آن عنوان احساس مالکیت شده است در صورتی که همان‌طور که گفتم ما مالک عناوین نیستیم و همه عناوین در این کشور مشروط به اجرای قانون و رعایت منافع و مصالح ملی و حرکت در چارچوب قانون اساسی و قوانین موضوعه است. »

حسن روحانی در مراسم تودیع و معارفه وزیر امور خارجه دولت‌های دهم و یازدهم
حسن روحانی درخصوص سند چشم‌انداز ۱۴۰۴ ایران و اصل ۴۴ قانون اساسی می‌گوید «در واقع بعد از بیست سال دعوا بین راست و چپ که باید استراتژی چه باشد و چگونه باشد ترسیم آینده چگونه باشد سیاست بلندمدت چگونه باشد خوشبختانه در دولت اصلاحات این سند مورد بررسی قرار گرفت در سازمان مدیریت در بخش‌های مختلف و بعد به مجمع تشخیص مصلحت نظام آمد با مدیریت حضرت آیت‌الله هاشمی رفسنجانی و تلاشی که در مجمع شد با همکاری دولت، منتهی شد به سند چشم‌انداز بیست ساله، این سند خیلی مهم بود این سند در واقع خیلی از دعواها و بحث‌ها و تضارب آرائی که در آن سالها بود حل و فصل کرد استراتژی ملی را توسعه قرار داد گفت ایران کشوری است توسعه یافته، پیشرفت و توسعه شد مبنا، و این بسیار مهم بود اما وقتی ما همه تصمیم می‌گیریم روی یک مسئله‌ای و می‌گوییم استراتژی ملی باید توسعه باشد آن وقت همه باید ملتزم به آن باشیم لوازم آن را مدنظر قرار بدهیم گاهی وقتها بعضی از حرفها زده می‌شود در حد حرف و بحث باقی می‌ماند گاهی وقتها بعضی از نکات گفته می‌شود به لوازمش ما توجه نداریم خود مجمع ناچار شد بعداً یک مصوبه دیگری را بگذراند که بگویم لوازم این چشم‌انداز چیست چون دید چند سال گذشته و به این چشم‌انداز عمل نشد به لوازمش متعهد نبودند در مقام عمل، بنابراین چشم‌انداز بیست ساله بسیار مهم است ولی متأسفانه بیش از یک سوم از زمان اجرایش گذشته و ما الان از چشم‌انداز بسیار عقبیم خب شما می‌دانید طبق چشم‌انداز بنا بود که نرخ رشد ما هشت درصد باشد حداقل، آنهم هشت درصد به طور مستمر و خب در برنامه پنج ساله‌ای که برنامه چهارم بود که در واقع چهار سال گذشت و این برنامه تمام شد به جای رشد هشت درصد شد رشد چهار و نیم، بعد هم که رشد در این سالهای اخیر کمتر شد الان رشد سالی که گذشت که هنوز اعلام رسمی نشده و گفته می‌شود که منفی است بنابراین ما الان از چشم‌انداز خیلی فاصله داریم راهش این است یک رشد بسیار پرشتابی را آغاز کنیم خیلی مهم است همه تصمیم بگیریم برای توسعه، در مقام عمل خیلی حرف‌ها زده می‌شود و خیلی رفتارها نشان داده می‌شود که این رفتار و عمل با آن توسعه و پیشرفت سازگاری ندارد این دهه هم که دهه پیشرفت و عدالت است اگر ما در مقام عمل همه متعهد باشیم البته که رئیس جمهور نقش بسیار زیادی دارد برای اینکه دستگاه‌های اجرایی خودش را بسیج کند و بتواند عقب ماندگی را اولاً جبران کند و بعد هم در فرصت باقی‌مانده به اهداف چشم‌انداز برسد یک بخش برای رسیدن به توسعه مورد نظر چشم‌انداز همین اصل چهل و چهاری است که شما اشاره کردید اصل چهل و چهار، رهبری معظم فرمودند انقلاب اقتصادی است اما متأسفانه این انقلاب تحقق پیدا نکرد یعنی قرار بود که ما بخش‌های بزرگی از صنعت را به مردم واگذار کنیم یادمان نرود هر کجا به مردم تکیه کردیم پیروز شدیم هر وقت اسم مردم بردیم کار دیگر کردیم موفقیت یا نداشتیم یا بسیار اندک بود در اصل چهل و چهار بسیاری از بنگاه‌ها به ظاهر خصوصی شد واگذار شد به بخش خصوصی به ظاهر اما آمار و ارقام می‌گوید فقط سیزده و نیم درصد به بخش خصوصی واگذار شد و بقیه به شبه دولتی واگذار شد به دستگاه‌های مختلفی که شبه دولتی بودند یک بخشی هم شد سهام عدالت، در سهام عدالت درست است این سهام به مردم واگذار شد اما یادمان باشد اصل چهل و چهار برای این نبود که تنها مالکیت واگذار بشود و خصوصی بشود به غیر از مسئله مالکیت، بحث مدیریت بود مدیریت به مردم واگذار بشود بنابراین باید یک تلاش مجدانه‌ای صورت بگیرد برای اینکه اصل چهل و چهار عمل شود به نظر من تاکنون تقریباً اصل چهل و چهار عمل نشده به سند چشم‌انداز توجه چندانی نشده ما باید برگردیم به سند بالادستی خودمان به چشم‌انداز، سیاست‌های کلی اصل چهل و چهار و من معتقدم با اجرای همین دو سیاست بلندمدت و سیاست کلی، شاهد یک تحول بزرگ در کشور خواهیم بود.»

## ارتباط با حوزه‌های علمیه
حسن روحانی در دیدار با روحانیون حوزه علمیه قم گفت: «دولت دلش می‌خواهد رابطه مستمری را با حوزه‌های علمیه و مراجع تقلید داشته باشد و ما ساز و کاری در این زمینه پیش بینی خواهیم کرد تا از نظرات حوزه و مراجع استفاده کنیم.» وی می‌گوید امیدواریم مراجع تقلید در حوزه‌های علمیه نیز حمایت‌های لازم را از ما داشته باشند.
روحانی می‌گوید «اساساً روحانیت شیعه همواره مردمی بوده و در کنار مردم حضور داشته و یکی از علل اصلی پیروزی انقلاب اسلامی نیز رهبری روحانیت و همراهی آنها با مردم بوده است.»

## مقام رهبری
حسن روحانی مردم، مقام رهبری و همکاری قوای سه‌گانه را سه سرمایه اصلی دولت آینده برشمرده است. وی می‌گوید «مقام معظم رهبری در ایجاد این حرکت ملی (انتخابات سال ۱۳۹۲) نقش بسزایی داشتند. بیانات، رهنمودها و هدایت‌های ایشان بسیار تأثیرگذار بود. ایشان فرموده‌اند که از دولت آینده حمایت خواهند کرد. حمایتی که سرمایه بزرگی برای دولت و همه ما خواهد بود.»
رئیس جمهور ایران بعد از سفر از نیویورک گفت به طور کلی هر گونه سیاستی که از سوی جمهوری اسلامی ایران اتخاذ شود در چارچوب عزت و مصلحت و سیاست کلی که رهبری ترسیم کردند، خواهد بود. هر جا لازم بدانیم برای منافع ملت و حقوق مردم و رفع مشکلاتی که غیرقانونی بوده عمل خواهیم کرد. باید در این زمینه انعطاف حکمت آمیز و نرمش داشته باشیم. همان‌طور که رهبری فرمودند باید نرمش قهرمانانه باشد و اصول، آرمان و عزت ملت مدنظر قرار گیرد.

## همکاری سه قوه
حسن روحانی مردم، مقام رهبری و همکاری قوای سه‌گانه را سه سرمایه اصلی دولت آینده برشمرده است. وی می‌گوید دولت با حمایت مجلس می‌تواند مشکلات را رفع کند. دولت با یاری مجلس و قوه قضاییه و تمامی نهادها، تشکل‌ها، احزاب و گروه‌ها و با همدلی و همکاری، می‌تواند از سد مشکلات و معضلات عبور کند.

## مجمع تشخیص مصلحت نظام
روحانی در خصوص مجمع تشخیص مصلحت نظام می‌گوید «این مجمع بازوی قوی مشورتی رهبری معظم انقلاب و منشأ خدمات مؤثری برای نظام است. امیدوارم دولت در این دوره بتواند از حضور آیت‌الله هاشمی رفسنجانی که از استوانه‌های انقلاب است و روسای قوا و سایر اعضای مجمع تشخیص مصلحت نظام در مسیر دستیابی به اهداف مدنظر خود استفاده کند. این مجمع یادگاری ماندگار از امام راحل برای بن‌بست‌شکنی قانونی در کشور است. مجمع تشخیص مصلحت نظام جایگاهی رفیع و شایسته در نظام اسلامی دارد، به ویژه پس از بازنگری قانون اساسی کلید حل معضلات و مشکلات نظام در گذشته بوده و در آینده نیز خواهد بود. »

## دولت فراجناحی
حسن روحانی در رابطه با جناح‌بندی در کابینه می‌گوید «خیلی من از واژه فراجناحی خوشم می‌آید و دوست دارم چون معتقدم با یک جناح نمی‌شود کشور را اداره کرد یک وقت‌هایی بود دوستان ما در مجلس غیر مجلس سیاسیون می‌گفتند اگر روزی دولت و مجلس و قوه قضاییه همه یک خط بشوند چی میشه از آن بالاتر نفت هم اگر یک خرده گران بشود دیگه چه خواهد شد واقعاً فکرها این بود می‌گفتند هماهنگی بیشتر می‌شود پول نفت هم که هست دنیا گلستان خواهد شد اما ما دیدیم نشد ما دیدیم با یک جناح نمی‌شود کشور را اداره کرد ما دیدیم که همه سرمایه ملی هستند مردم ما خوب می‌دانند همه اینهایی که تو دانشگاه درس خواندند سرمایه ملی ماهستند فرق نمی کنه این جناح آن جناح این فکر آن فکر راست چپ اما برای مسئولیت باید آدم متدین دلسوز کسی که قانون اساسی را قبول دارد کسی که برای این کشور دلش می‌سوزد کسی که می‌خواهد کشور ایران به جایی برسد که اگر کسی سفر کرد به جای دیگه افسوس نخورد بگه باز هم ایران باز هم خیابان ایران باز هم فرودگاه ایران باز هم فروشگاه ایران باز هم اخلاق ایرانی فراجناحی باید کار بکنیم چرا نیمی از سرمایه مردم را کنار بگذاریم کی به ما اجازه داده اتوبوسی بیایند اتوبوسی بروند اما من با افراط میانه خوبی ندارم با افراط گری اصلاً میانه ندارم من معتقدم آنهایی که در مسیر افراط بودند حالا ولو اینکه حسن نیت هم داشتند عملاً به کشور خدمت نکردند آقای عابدینی اگر افراط نبود چهارسال پیش نه اردوکشی خیابانی را ما شاهد بودیم نه نیاز به قوه قضاییه نه زندان نه حصر هیچ‌کدام همه این گرفتاری‌ها از افراط شروع می‌شود افراط این ور یا افراط آن ور اگر در مسیر عدل باشیم اگر در مسیر اعتدال باشیم ما می تونیم کشور را به خوبی اداره بکنیم دولت من فراجناحی خواهد بود از تمام کارشناسان خبرگان نخبگان استفاده خواهم کرد و من معتقدم همه باید بیاییم دست به دست هم بدهیم تا کشور را آباد کنیم.»
روحانی می‌گوید اداره کشور با یک جناح امکان‌پذیر نیست و کسانیکه در مسیر افراط بودند عملاً به کشور خدمت نکردند، بنده با استفاده از توانمندی افراد مختلف موافقم و دولت من فراجناحی خواهد بود اما با افراط گراها میانه خوبی ندارم چراکه اگر افراط نبود شاهد اردو کشی‌های خیابانی در سال ۱۳۸۸ نبودیم و نیازی به ورود قوه قضاییه نبود.

## رابطه با دیگر قوا
حسن روحانی دربارهٔ تعامل قوه مجریه با دو قوه دیگر می‌گوید «تعامل و رابطه رئیس جمهور با دو قوه قضاییه و مقننه چارچوبش همانی است که قانون اساسی ما وضع کرده است و همان است که مطلوب ملت است و همان است که منافع مردم آن را می‌خواهد وقتی که تعامل دو قوه یا یک قوه با دو قوه به گونه‌ای است که مردم احساس بکنند منافع آنها کمتر مد نظر است خدایی نکرده با یک مسایلی شخصی یا بخشی مطرح می‌شود این همانجایی است که مردم را نگران می‌کند مردم مسئولین را انتخاب کردند تا در چارچوب قانون طبق قانون به کشور برای عظمت کشور برای رضامندی جامعه تلاش کنند البته قانون اساسی تناسب بین اختیارات و وظایف مشخص کرده اما در عین حال بستگی به ویژگی‌های خود فرد هم خیلی دارد تجربه‌هایش، دانشش، دیدش، شناختش نسبت به کشور و نسبت به آینده، فردعالم و دلسوز خیلی گذشت دارد آنجایی که به خودش مربوط باشد و خیلی سخت خواهد بود آنجایی که مربوط به منافع مردم باشد بنابراین تعامل قوا را وجدان، قانون، منابع و فهم و درک از آینده کشور تعیین می‌کند.» وی در خصوص اختلاف نظر بین قوا می‌گوید: «اختلاف نظر اگر ناشی از این باشد که یکی از قوا به قانون عمل نکرده باشد به قانون توجه نکرده باشد چون رئیس جمهور وظیفه اجرای قانون اساسی را هم بر عهده دارد. اگر ببیند به قانون اساسی درست عمل نشده است می‌تواند تذکر بدهد در چارچوب قانون اساسی.»

## سپاه پاسداران
حسن روحانی در خصوص سپاه پاسداران انقلاب اسلامی می‌گوید «سپاه پاسداران در خط مقدم دفاع از انقلاب حضور داشت و ناامنی‌های گوشه و کنار کشور و توطئه‌های خارجی که استکبار به سرکردگی آمریکا علیه ملت ایران انجام می‌دادند را یکی پس از دیگری خنثی می‌کرد. سرمایه معنوی سپاه، خلوص، توسل و اعتقادی است که میان نیروهای آن وجود دارد و این همان سرمایه‌ای است که این نیرو را محبوب دل‌ها قرار داده است. سپاه پاسداران انقلاب اسلامی امروز در منطقه نه تنها سپاه جنگ نیست بلکه سپاه صلح، ثبات، امنیت و آرامش است.»

## سرمایه سیاسی
حسن روحانی در مقاله درآمدی بر مؤلفه‌های اساسی محیطی در چشم‌انداز ایران از عبارتی با عنوان سرمایه سیاسی یاد می‌کند. تعریف سرمایه سیاسی از دیدگاه وی عبارت است از ذخایر سیاسی یک شخص یا حزب در یک کشور در جریان مبارزه‌های سیاسی برای کسب قدرت. حسن روحانی بر این باور است که سرمایه سیاسی کشور به طور طبیعی برای ملت و دولت آن، قدرت تأثیرگذاری و نفوذ حاصل می‌کند و به عنوان یک متغیر محیطی مهم باید مورد توجه واقع شود. در سرمایه سیاسی، داوری جوامع جهانی و حکومت‌ها نیز بایستی مورد توجه قرار گیرد. افکار عمومی جهان و قضاوت دیگران می‌تواند سرمایه سیاسی را در سطح دنیا کاهش یا افزایش دهد.

## سرمایه اجتماعی
حسن روحانی معتقد است اگر بین همه مردم و قشرها مختلف اعتماد قابل پذیرشی موجود باشد و مابین گروه‌های گوناگون جامعه و نظام اطمینان و پیوند صحیحی باشد، آنگاه می‌توان کشور توسعه یافته‌ای در آینده داشت. در حقیقت حکومت‌هایی که بر مردم منسجم و یک‌پارچه حکم می‌رانند، ثروتی از سرمایه‌های بنیادی را در دست دارند. به عقیده وی مقصود از سرمایه اجتماعی هنجارها و کانال‌هایی است که ملت را توانمند می‌سازد تا دست به کنش جمعی بزنند.

## نقد و نقادی
روحانی در رابطه با نقد و نقادی می‌گوید «نقد خیلی زیباست و خیلی قشنگ است اگر کسی قدر نقد و نقاد را بداند نقد، نقد دلسوزانه، نقد، نقد سازنده به این معناست که نقاد به آن نقاط ضعف نگاه می‌کند و آن نقاط ضعف را برملا می‌کند و آن وقت می‌شود آن نقطه ضعف را برطرف کرد آن وقت می‌شود تصحیح کرد تصمیمات را، تصمیم خیلی مهم است آمادگی برای تصحیح تصمیمات گاهی مهمتر از خود تصمیمات است در مقام عمل گاهی بسیاری از تصمیمات باید اصلاح بشود در مقام تصمیم سازی و تصمیم‌گیری گاهی باید اصلاح شود نقاد بهترین خدمت به کشور می‌کند و به دولت می‌کند اگر نقد سازنده داشته باشد من دست همه نقادان دلسوز را می‌بوسم مخصوصاً دانشگاهیان نخبگان تحصیل کردگان مخصوصاً جوان‌های عزیزی که زندگی شان وقتی با نقد توأم می‌شود شیرین تر می‌شود بانشاط تر می‌شود و انسان لذت بیشتری از نشاط جوانی آنها حس می‌کند و می‌برد.»
حسن روحانی با تأکید بر اینکه امروز بسیاری از افراد نسل‌های دوم و سوم انقلاب به دلیل برخی رفتارها که مربوط به فشار خارجی و بی‌دقتی‌های داخلی است شبهات و اشکالاتی دارند، گفت: باید فضا را برای طرح این شبهات، سوالات و اشکالات باز گذاشت و کاری کرد که آنها آزادانه و در فضای آزاد بتوانند نقد کنند. هنگامی که مهمترین رکن ساختاری نظام که همان ولایت فقیه است اعلام می‌کنند که نقد آزاد است و از انتقاد آزادانه حمایت می‌کنند چگونه است که دیگران نسبت به این موضوع تنگ نظری دارند امروز شرایط با گذشته تفاوت‌های بسیاری دارد و وسایل ارتباطی از قبیل اینترنت و ماهواره همه مردم را به یکدیگر مرتبط کرده است. روحانی با بیان اینکه بسیاری از افراد تنها شبهاتی دارند که باید به آنها پاسخ داده شود و در این راستا باید تحمل و فضا را البته در چارچوب قانون به عنوان اصل و معیار باز گذاشت.
حسن روحانی می‌گوید بسیاری از سوالات و نقدها ممکن است ظاهرش زیبا نباشد و حتی شنیدن آن برای ما سخت باشد؛ اما نسل جوان سؤال و اشکال دارد. این نسل نه در حوزه، رشد و نمو کرده و نه گوش و چشمش بر سوالات و مسائل مطرح در جهان بسته است، بنابراین باید هنگام طرح سؤال خود با حسن نیت مواجه شود. حسن روحانی می‌گوید موظفیم نقد را بپذیریم و از این بابت منتی بر کسی نداریم.

## مجلس و قوه مقننه
در روز ۲۳ تیر ۱۳۹۲ حسن روحانی با حضور در مجلس شورای اسلامی در خصوص مجلس گفت مجلس نماد مهم مردم‌سالاری است و اگر در سال‌های اخیر گاهی نسبت به مجلس بی‌احترامی شده است، باید این حرمت و اقتدار به مجلس برگردد. وی اضافه کرد مجلس شورای اسلامی برآمده از اجتهاد و جهاد علما و فقهای بزرگ در صدر مشروطیت است، مجلس نماد مهم مردم‌سالاری است و تک تک نمایندگان به عنوان نماینده کل مردم کشور هستند. روحانی می‌گوید دولت تدبیر و امید به مجلس با دید اینکه نهادی تأثیرگذار و قانونگذار است، می‌نگرد. روحانی بر این نکته نیز تأکید کرد که عظمت مجلس، عظمت مردم است. براین اساس دولت در کنار مجلس نیرومند خواهد بود. اقتدار مجلس پیش از آنکه منفعتش برای مجلس باشد، برای دولت خواهد بود. قانون، نقد، نظارت و پرسش مجلس و حتی اگر لازم بود استیضاح مجلس را بر دیده منت می‌گذاریم. حسن روحانی؛ مجلس و دولت را کامل‌کننده یکدیگر برای حل مشکلات کشور می‌داند و معتقد است پیرو قانون اساسی، قانونگذاری به عهده مجلس است و دولت نمی‌تواند به بهانه برنامه، مصوبات، آیین‌نامه‌ها و بخشنامه‌های قانونی را تدوین کند. بلکه این کار برعهده مجلس است. هرچه مجلس ملی‌تر فکر کند که اینچنین هم است و هرچه نمایندگان به عنوان نماینده کل ایران از جزئی نگری و مسائل خرد حوزه‌های انتخابیه فاصله بگیرند و به مسائل ملی و منافع کل کشور و ملت بیندیشند، هماهنگی، همدلی، همراهی و همکاری بین دولت و مجلس بیشتر و بهتر خواهد شد. وی می‌گوید دولت آینده در اندیشه تقابل با مجلس نمی‌باشد، دولت آینده نه فکر تقابل با مجلس است و نه در فکر اینکه مجلس را با آمار غیردقیق بفریبد و نه در اندیشه آن است که در اجرای قانون و برای فاصله گرفتن از اجرای قانون بهانه‌تراشی کند. ما برای همکاری و همراهی، احتیاج داریم که دولت و مجلس از وضعیت داخلی، منطقه‌ای و جهانی، تحلیل و ارزیابی واحد داشته باشند و این نیازمند همکاری پیوسته و مداوم مابین دولت و مجلس، کمیسیون‌های تخصصی و وزارتخانه‌های مربوطه است. وی می‌گوید قوه مقننه دارای قدرت کارشناسی است، من بسیاری از نمایندگان مجلس را از دیرباز می‌شناسم و می‌دانم اهل مطالعه، پژوهش و با قدرت کارشناسی و تحلیل هستند. کارشناسی قوه مجریه باید در کنار کارشناسی قوه مقننه قرار بگیرد و این کافی نمی‌باشد. باید از دانشگاه‌ها، بخش خصوصی، حرف، انجمن‌های حرفه‌ای و تشکل‌های مختلف کارشناسی و تجربه آنها بهره برد و این هم باز کافی نیست بلکه باید از تجربه بین‌المللی هم بهره‌برداری کنیم.

## ولایت فقیه
حسن روحانی می‌گوید «در خلال دوره جمهوری اسلامی آن قدرتی که توانسته این نظام را در برابر انواع خطرات حفظ کند و توانسته به خوبی از محتوای اسلامیت این نظام حراست کند و نظام جمهوری اسلامی ایران را در برابر انواع تهدیدات حفظ کند، مقام ولایت فقیه بوده است. در واقع در مسئله ولایت فقیه هم «اسلامیت» است و هم «جمهوریت» است. اصل ولایت، شرایط رهبری، وظایف رهبری و نصب آن از طرف شارع مقدس انجام می‌شود که در شرایط فعلی همان نصب عام است. این چهار مورد از جانب خداوند متعال است. استقلال کشور در فراز و نشیب‌ها، وحدت ملی در برابر انواع اختلاف نظرها، دفاع از کشور در زمان جنگ تحمیلی و سایر توطئه‌ها و تبیین نظام اسلامی در برابر نظرات افراطی و تفریطی، آیا بدون وجود امام امکان‌پذیر بود. چه در زمان امام که با تدبیر ایشان و چه در زمان مقام معظم رهبری، که همان تدبیرها ادامه یافت. آنچه که امروز به عنوان تبلیغات سوء در صحنه رسانه‌ها مطرح می‌شود که ولایت فقیه به نظر و آراء مردم ارتباطی ندارد و مقام انتصابی است و مقام انتخابی نیست با تبیین اصل ۱۰۷ قانون اساسی روشن می‌شود که سخنی بی‌اساس و اتهامی نارواست و رهبری نظام با انتخاب غیر مستقیم، توسط مردم تعیین می‌شود.»
حسن روحانی می‌گوید امر ولی فقیه تشریفاتی نیست و وقتی ایشان بر مبنای آگاهی دقیق از شرایط کشور و شرایط بین‌المللی، هم دولت و هم شیوه دولت را تأیید می‌کنند، تکلیف روشن است.
حسن روحانی گفته بود «در جلسه‌ای که با اعضای مجلس خبرگان خدمت مقام معظم رهبری بودیم، ایشان فرمودند، نرمش، انعطاف و مانور هنرمندانه و قهرمانانه یعنی همان شیوه‌ای که دولت در مواجهه با مسایل داخلی و خارجی برگزیده است، هم مقبول و هم مطلوب است و در مراسم تنفیذ نیز فرمودند اینکه با حکمت با دنیا سخن گفته شود مورد قبول بوده و می‌تواند بیشتر تأثیرگذار باشد. »

## خبرگان
روحانی در خصوص مجلس خبرگان می‌گوید مجلس خبرگان به دلیل ویژگی‌های خاص خود و به دلیل جایگاه و نقش آن یک نهاد بی‌نظیر است، خبرگان، نهادی است که رهبری نظام را تعیین می‌کند؛ یعنی به نظام مشروعیت می‌بخشد. جایگاه این نهاد منحصربه‌فرد است و تنها این نهاد است که مهمترین شخصیت که با او نظام، مشروعیت می‌یابد تعیین می‌کند.

## وزارت کشور
« منبع جوشان امید، تدبیر و اعتدال، حسن روحانی نیست، بلکه منبع جوشان آن، ملت است. حسن روحانی مثل همه آدم‌هاست و فرقی با دیگران ندارد، معجزه‌گر یا معجزه قرن و دهه نیست و معجزه‌ای ندارد و اتصال ویژه‌ای به آسمان و پشت پرده هم ندارد. معجزه را حُسن تدبیر، وحدت ملی، ایثار کارکنان نظام، هماهنگی و انسجام و وحدت ایجاد می‌کند. »

سخنرانی حسن روحانی در مراسم تودیع و معارفه وزرای کشور دولت دهم و دولت یازدهم
روحانی می‌گوید وزارت کشور یک وزارت مادر است و دارای اهمیت زیادی است. این وزارتخانه یک مجموعه فرابخشی است و استانداران به عنوان یک مدیر معمولی در یک استان نیستند، بلکه استانداران نمایندگان عالی سیاسی نظام جمهوری اسلامی در استان هستند. استانداران به عنوان نمایندگانی هستند که مسئولیت امنیتی، اجتماعی، اقتصادی، عمرانی و اداری در سطح استان را بر عهده دارند. وزیر کشور یک‌تنه بار بسیار سنگینی را در کشور بر دوش دارد. اگر تعبیر کنیم که مشروعیت سیاسی نظام از طریق تلاش و برنامه‌ریزی و به یک بیان به دست مدیران همین وزارتخانه محقق می‌شود، سخنی به گزاف نگفته‌ایم. این مسئولیت (مشروعیت سیاسی دادن به آراء مستقیم و غیرمستقیم مردم) سنگین بر دوش این وزارتخانه است که بتواند اعتماد مردم را جلب کند تا پای صندوق‌های رای بیایند و اعتماد کنند که این وزارتخانه امانتدار واقعی است و به قانون و مقررات به دقت عمل کرده است؛ البته هر چقدر شفافیت بیشتر باشد، این اعتماد نیز بیشتر خواهد بود. روحانی می‌گوید افزایش اعتماد عمومی به معنای افزایش سرمایه اجتماعی یک وظیفه همگانی برای همه ما به ویژه برای وزارت کشور است. مسئولان وزارت کشور نباید بین اقوام و مذاهب مختلف، ادیان رسمی در دادن حقوق شهروندی تفاوتی قائل شود؛ چرا که همه در این حقوق برابر هستند و هیچ فرق بین یک ترک، لر، بلوچ و عرب وجود ندارد. وزارت کشور همان وزارتخانه‌ای است که مسئولیت دارد حقوق شهروندی را در سراسر کشور به صورت یکسان و برای همه ایرانیان به اجرا در بیاورد و باید این احساس در بین مردم وجود داشته باشد. احساس تساوی، عدالت و فرصت برابر باید برای همه مردم به وجود آید. معمولاً در کارگروه‌هایی که برای تعیین وزرا ایجاد شده بود، برای وزارت کشور کسانی را پیشنهاد می‌دادند که بیشتر سوابق نظامی و امنیتی داشتند، شاید حق داشتند؛ چرا که یکی از وظایف مهم وزارت کشور، ایجاد امنیت داخلی است.

## نماز جمعه و ائمه جمعه
حسن روحانی می‌گوید بی تردید رسالتی که ائمه جمعه بر عهده دارند در شرایط امروز جهان و کشور بسیار سخت‌تر و سنگین تر از گذشته است. وی بر این اعتقاد است «رسالت اصلی ائمه جمعه تبلیغ و تبیین فرهنگ دین مبین اسلام است. این تبیین در دنیای امروز بسیار سخت‌تر از گذشته شده است. باید با هنرمندی خاصی اصول، احکام و موازین اسلام در دنیای امروز تبیین و ترویج شود. » حسن روحانی خطاب به امامن جمعه گفته بود رسالت شما علمی، فرهنگی، تبیینی و اقناعی است و این کار شما را سخت‌تر می‌کند، چرا که امروز ما در جهان دشمنان زیادی داریم که به دنبال القاء اندیشه‌های خود و تخریب و تصرف اذهان است. اگر چه ائمه جمعه در ایران مستقل هستند و امام جمعه دولتی به مفهوم خاص نداریم اما همه مسئولان و از جمله ائمه جمعه در مفهوم عام دولت و نظام وابسته به نظام جمهوری اسلامی هستیم. وی بر این باور است امام جمعه مطلوب، امام جمعه‌ای است که حامی جامعه دینی باشد. اساساً دینِ دولتی و امام جمعه دولتی مطلوب ما نیست و این جامعه دینی است که آرمان مطلوب ماست.
حسن روحانی می‌گوید «امام جمعه‌ای که از تریبون مقدس نماز جمعه، فردی یا دولت را موعظه می‌کند حتماً باید به روش و شکل حسنه موعظه کند و قصد و نیتش نیز همین گونه باشد و خیلی باید دقت کنیم تا مرز موعظه و موضعگیری که گاهی خیلی به هم نزدیک می‌شود، خلط نشود، البته موضعگیری هم اگر بر مبنای خیر خواهی باشد مورد پذیرش است، اما گاهی اینگونه نیست. »
حسن روحانی اگر موعظه و یا حتی موضعگیری امام جمعه بر مبنای خدمت به اسلام و مردم باشد بر روی چشم قرار دارد. منظور بنده حال حاضر نیست و شاید در آینده گروه‌ها و دسته‌هایی باشند که بر مبنای این فکر که در انتخابات شکست خورده‌اند حرکتی کنند که البته این فکر اشتباه است و معتقدم هیچ‌کس در این انتخابات شکست نخورد.
حسن روحانی می‌گوید «این برای دولت بسیار دلنشین است که یک امام جمعه به جای اینکه حامی دولت باشد، حامی مردم است و دولت شأنی جز خادم مردم بودن برای خود نمی‌شناسد. ائمه محترم جمعه جزء و عضو نظام جمهوری اسلامی هستند. ائمه جمعه وابسته به دولت نیستند اما ارتباط نزدیکی با ولی امر داشته و منصوب ولی امر هستند، لذا حمایت از نظام و از جمله دولت، خود به خود جزء وظایف ایشان است و وقتی رهبری از دولت حمایت می‌کنند، حمایت از دولت به یک امر واجب اجتماعی و یک امر به معروف تبدیل می‌شود. ائمه جمعه و مسئولان دولتی نمی‌توانند جدا از یکدیگر باشند و اساساً دولت و روحانیت باید در کنار هم تلاش کنند و نمی‌شود جامعه و جمعی از مردمی که هدفی واحد دارند از هم جدا باشند. حمایت از دولت به معنای عام و خاص کلمه، وظیفه دینی و ملی ائمه جمعه است. »

## خشک شدن دریاچه ارومیه
حسن روحانی می‌گوید دولت برای پیگیری دریاچه ارومیه یک کارگروهی را ایجاد کرد. من به حق نگران دریاچه ارومیه هستم؛ چرا که اگر روند فعلی در مورد این دریاچه ادامه پیدا کند و ما نتوانیم جلوی آن را بگیریم، آینده این دریاچه و خشک شدن آن فاجعه برای کشور است و حداقل ۱۴ میلیون نفر متأثر از این فاجعه ملی خواهند بود. در سفر تبلیغاتی که به ارومیه داشتم در جمع مردم ارومیه به آنها قول دادم که اگر در انتخابات موفق شوم، در اولین جلسه هیئت دولت مسئله دریاچه ارومیه را مطرح می‌کنم و این اتفاق در جلسه دیروز افتاد و قرار شد کارگروهی زیر نظر وزارت نیرو تشکیل شود و ظرف دو سه ماه در ارتباط با وضعیت این دریاچه گزارشی را ارائه کند، البته طرح‌های مقدماتی نیز وجود دارد که از قبل روی آن کار شده و باید این طرح‌ها تکمیل شود.

## کتاب‌های مرتبط
کتاب امنیت ملی و دیپلماسی هسته‌ای یکی از آثار حسن روحانی است که در آن به برخی سیاست‌های داخلی وی به ویژه سیاست‌های داخلی مرتبط یا امنیت ملی اشاره شده است.

## ممنوع التصویر و ممنوع الخبری سید محمد خاتمی
پس از آن که سخنگوی قوهٔ قضاییه اعلام کرد که رئیس جمهور دوران اصلاحات ممنوع التصویر و خبر است، تلاش دولت برای رفع این محدودیت آغاز گردید. در ۲ اسفند ماه ۹۳ پس از درگذشت خواهرش، فاطمه خاتمی، به جز حسن روحانی و اکبر هاشمی رفسنجانی، از بزرگان نظام که منتقد وی بنظر می‌رسند به وی پیام تسلیت ندادند. رهبر ایران پیام تسلیتی خطاب به مادر وی داده بود و نام خانوادگی خواهرش را خلیلی خطاب کرده بود که نام خانوادگی فرزند اوست که در جنگ کشته شده است. از آنجا که وی از دادن پیام به سید محمد خاتمی امتناع کرده بود و بنظر می‌رسد چون مادرشان یکماه بعد از این پیام در وضعیت وخیم بیماری و بیهوشی قرار گرفت در بعضی رسانه‌ها از آن با تیتر «آیت‌الله خامنه‌ای درگذشت خواهر محمد خاتمی را به مادر متوفی تسلیت گفت» یاد شده بود.
در ۱۳ فروردین ۹۴ بدنبال درگذشت مادر سید محمد خاتمی، پس از حسن روحانی، علی لاریجانی، رئیس مجلس شورای اسلامی نیز برای رئیس جمهور اسبق ایران پیام تسلیت فرستاد. سید علی خامنه‌ای نیز ۲ روز پس از در گذشت مادر سید محمد خاتمی پیام تسلیتی را نه به سید محمد خاتمی، بلکه به ارادتمندان سید روح اله خاتمی و مردم اردکان فرستاد. کمی بعد مصطفی پورمحمدی، وزیر دادگستری نیز در پیامی به سید محمد خاتمی تسلیت گفت. خبر این تسلیت ابتدا در خبرگزاری میزان وابسته به قوه قضاییه منتشر شد، اما چند ساعت بعد از روی این سایت برداشته شد. خبرگزاری میزان وابسته به قوه قضاییه بعد از انتشار پیام تسلیت پورمحمدی وزیر دادگستری به محمد خاتمی رئیس جمهوری اسبق برای درگذشت مادرش ضمن حذف این مطلب، دبیر گروه قضایی این خبرگزاری را هم اخراج کرد. در تاریخ ۱۶ فروردین ماه نیز آیت الله خامنه‌ای رهبر معظم انقلاب اسلامی ایران در گذشت مادر خاتمی را به بازماندگان و مردم اردکان و یزد تسلیت گفتند.
در ۱۵ فروردین ۱۳۹۳، اسحاق جهانگیری، خبر از رفع محدودیت‌های رسانه‌ای اعمال‌شده بر خاتمی، در آینده‌ای نزدیک، خبر داد.
در ۱۸ اردیبهشت ۱۳۹۴ یک خبرگزاری از پاسخ حسن روحانی، رئیس‌جمهور به نامه اعضای مجمع روحانیون مبارز خبر داد. اعضای مجمع در این نامه خواستار بیان علت ممنوع‌التصویری رئیس دولت اصلاحات شده بودند. پس از ارسال این نامه، دفتر رئیس‌جمهور نامه‌ای به قوه قضائیه فرستاد و پاسخ سؤال مجمع را از این قوه خواستار شد و رونوشت این نامه نیز به مجمع روحانیون ارسال شد. پس از انتشار این خبر محمدعلی ابطحی در این‌باره اظهار کرد: «پاسخ این نامه در مجمع روحانیون مطرح شد و به دلیل اینکه محتوای نامه قید «محرمانه» داشت، نمی‌توانم دربارهٔ جزئیات آن اطلاعاتی ارائه کنم.»
نهایتاً در ۲۳ خرداد ۱۳۹۴ حسن روحانی، رئیس جمهوری در یک کنفرانس خبری با حضور خبرنگاران داخلی و بین‌المللی، در پاسخ به سؤالی مبنی به ممنوع التصویر و خبری سید محمد خاتمی، رئیس جمهور اسبق ایران ضمن دروغ خواندن این ادعا گفت: «شورای امنیت ملی هیچ مصوبه‌ای در زمینه ممنوع التصویری کسی ندارد و اگر کسی چنین چیزی را به شورای امنیت ملی نسبت بدهد خلاف کرده و باید طبق قانون مجازات شود.»

## نظارت استصوابی و رد صلاحیت گسترده کاندیداها در انتخابات مجلس دهم
در ۲۸ مرداد ۱۳۹۴ و در آستانه انتخابات مجلس شورای اسلامی، حسن روحانی، رئیس جمهوری در نشست مشترک هیئت دولت و استانداران سراسر کشور، با بیان این که مجلس شورای اسلامی آینده متعلق به یک حزب و جناح نخواهد بود، گفت: «مگر مجلس اول که در آن زمان حتی شورای نگهبان وجود نداشت بهترین مجلس تاریخ این کشور نبود؟.. شورای نگهبان «چشم» است و نمی‌تواند کار «دست» را بکند. این نظر مقام معظم رهبری و گفته قانون اساسی ماست و مگر می‌شود جناحی بگوید که من یک خم رنگرزی پیدا کرده‌ام که می‌توانم آنجا را به هر رنگی که بخواهم درآورم؛ اینگونه نیست. ما جایی را در کشور نداریم که بخواهد افراد صالح و دلسوز را که می‌خواهند با استفاده از تجربیاتشان به کشور خدمت کنند حالا از هر جناحی که باشند رد صلاحیت کند. تمام گروه‌ها و دسته‌جات سیاسی قانونی مورد احترام هستند. همه از نظر دولت برابرند و آن جایی که باید بگوید فردی برای شرکت در انتخابات صالح است یا نه هیئت‌های اجرایی هستند و ما هیئت اجرایی نداریم که یک جناح را تأیید صلاحیت کند و یک جناح دیگر را تأیید صلاحیت نکند. شورای محترم نگهبان ناظر است نه مجری. مجری انتخابات دولت است. دولت مسئول برگزاری انتخابات است و دستگاهی هم پیش‌بینی شده که نظارت کند تا خلاف قانون صورت نگیرد. شورای نگهبان چشم است و چشم نمی‌تواند کار دست را بکند، نظارت و اجرا نباید مخلوط شوند باید به قانون اساسی کاملاً توجه کرده و عمل کنیم.»
پس از آمکه هیئت نظارت شورای نگهبان در جریان انتخابات مجلس دهم، نود و نه درصد کاندیدهای اصلاح طلب را در سراسر کشور رد صلاحیت کرد، حسن روحانی، رئیس جمهور ایران در ۲۷ دی ۱۳۹۴، در نشست خبری پس از اجرایی شدن برجام در پاسخ به سؤال یکی از خبرنگاران پیرامون واکنش دولت به رد صلاحیت گسترده اصلاح طلبان گفت: «اطلاعات اولیه خیلی خوشحال‌کننده نبود. در مرحله ثبت نام استقبال خیلی خوب بود. همچنین در مرحله دوم و در مرحله هیئت‌های اجرایی هم خیلی خوب و امیدوار کننده بود اما در مرحله نظارت به تعبیر خودشان افراد زیادی احراز صلاحیت نشدند، لذا بسیار امیدواریم شورای نگهبان دخالت کند و موارد مشکل را حل کند. به عنوان رئیس جمهور از همه احتیاراتم استفاده می‌کنم، شورای نگهبان نهاد بسیار مهمی است و پاسدار قانون اساسی است.» روحانی با اشاره به این نکته که ما و شورای نگهبان وظایف مشترکی داریم و هر دو پاسدار و نگهبان قانون اساسی هستیم تا قانون اساسی در قوانین موضوعه نقض نشود، اظهار داشت: امیدوارم شورای نگهبان به گونه‌ای موضوع را حل کند تا انتخابات پرشوری داشته باشیم و حتی کسانی که به فرمایش رهبر معظم انقلاب با نظام هم مشکل دارند، حضور یابند.» حسن روحانی، همچنین در دومین همایش استانداران و فرمانداران کشور، ضمن انتقاد شدید از رد صلاحیتهای گسترده هیئت نظارت شورای نگهبان گفت: «در قانون اساسی آمده که یهودی‌ها باید نماینده داشته باشند یا چقدر زرتشتی داریم، یا چقدر آشوری و ارمنی داریم، اگر جناحی در این کشور جمعیتش هفت یا ده میلیون جمعیت دارد آنها هم باید نماینده داشته باشند، اسم مجلس خانه ملت است نه خانه یک جناح. همه باید بیایند پای صندوق، اگر کسی با نظام مسئله دارد او هم بیاید، همه باید پای صندوق بیایند اما زمانی که ما شور و حرارت ایجاد کنیم، اگر یک جناح هست خب نیاز به انتخابات نیست همان‌ها دوباره تشریف بببرند مجلس. باید هردو جناح باشند.»

## ایران بعد از جنگ ۱۲ روزه
در ۲۲ مرداد ۱۴۰۴ روحانی تحلیلی از وضعیت ایران در پی جنگ ۱۲ روزه منتشر کرد که شامل پیشنهادهایی برای اقداماتی بود که ایران باید انجام دهد. از جمله، روحانی به دخالت نیروهای مسلح در اقتصاد ایران اشاره کرد و ادعا نمود که باید اطمینان حاصل شود که آن‌ها در مسائلی غیر از امنیت مداخله نمی‌کنند: 
«اگر می‌خواهیم خواست مردم را عمل کنیم، نیروهای مسلح را به وظایف ذاتی خودشان ببریم. اقتصاد، تبلیغات، مسائل سیاست داخلی و سیاست خارجی کار نیروهای مسلح نیست. نیروی مسلح وظایف ذاتی دارد، به وظایف ذاتی خودش عمل کند... دستگاه اطلاعاتی درست کنیم که تنها کارش، اطلاعات باشد. مگر در کشورهای دیگر کارهای اقتصادی را نیروهای مسلح انجام می‌دهند؟ ما از کی تقلید کردیم؟ از کجا این را درست کردیم؟ با چه معیاری این کارها را می‌کنیم؟ اگر می‌خواهیم مردم با ما و راضی باشند، کار اقتصاد را در چارچوب قانون به مردم واگذار کنیم و مرز نگذاریم.»
او همچنین به مذاکرات با غرب در خصوص مسئله هسته‌ای اشاره کرد و ادعا نمود که ایران باید به مذاکرات بازگردد: «باید رابطه‌مان را با دنیا تقویت کنیم. اگر مذاکره به نفع کشور و منافع ملی و امنیت ملی باشد با هر کس که آماده مذاکره است، حرف بزنیم... اگر بتوانیم روابط با اروپا، همسایگان و شرق و غرب، حتی تنش با آمریکا را در شرایطی که به نفع منافع ماست، کاهش دهیم، چه اشکالی دارد؟ نه تنها اشکال ندارد بلکه لازم و واجب است. تنش و تخاصم را باید کاهش دهیم.»
در نهایت، روحانی ادعا کرد که ایران باید استراتژی ملی جدیدی تدوین کند که بر اراده مردم استوار باشد: «باید استراتژی نوینی را طراحی کنیم. ما [براساس] آنچه در دو سال اخیر در منطقه واقع شده و در ماه‌های اخیر در جمهوری اسلامی شاهد آن بودیم، دیدیم یک اشکالاتی بوده، این اشکالات را باید رفع کنیم. این اشکالات را مسئولین می‌توانند رفع کنند. شوراهایی که وظیفه‌شان این کار است می‌توانند رفع کنند. مقام معظم رهبری به راحتی می‌تواند هدایت و ارشاد کند. حالا اگر جایی هم تردید و شک داریم که این کار را که می‌خواهیم انجام دهیم، ضرورت دارد یا ندارد، خب می‌شود با مردم مشورت کرد، از مردم پرسید. آنچه خواست مردم هست می‌تواند مبنای استراتژی ملی ما باشد.»